# Lorenzo de Sepúlveda
Pour les articles homonymes, voir Sepulveda.
Lorenzo de Sepúlveda (env. 1505 – env. 1580) est un écrivain espagnol essentiellement connu pour ses romans courtois en vers.

## Biographie
On sait peu de choses de la vie de Lorenzo de Sepúlveda. Issu d'une famille de notables, il ne quitta jamais Séville. 
En 1551, son recueil de poèmes narratifs Romances nueuamente sacados de historias antiguas de la crónica de España (Romans récemment écrits d'histoires antiques de la chronique d'Espagne) est un succès.
Une autre œuvre lui est habituellement attribuée: une comédie en prose dans le style de la Commedia dell'arte et qui fut jouée pour la première fois vers 1565 ; elle est connue sous le titre de Comedia de Sepúlveda. Bien que le style de cette pièce soit très différent du style de ses romans courtois et que peu d'indices permettent d'en déterminer l'auteur, Lorenzo de Sepúlveda reste le candidat le plus probable.

## Lesromans courtois
Appartenant au genre de la poésie narrative, les romans courtois en espagnol étaient populaires depuis le Moyen Âge. Transmis presque exclusivement oralement, ils en étaient modifiés et racontaient les faits de héros légendaires, de rois et de chevaliers historiques.  Au début du XVIe siècle, plusieurs compilations de ces œuvres ont été transcrites et publiées. Poussé par la nouvelle attitude des lettrés envers l'histoire, un sous-genre est apparu, le roman courtois érudit. Les romans courtois de Sepúlveda sont parfois désignés comme étant à l'origine de celui-ci. Néanmoins, une œuvre similaire de Alonso de Fuentes avait été publiée un an plus tôt, même si elle n'avait pas eu autant de succès.
Dans l'introduction à la première édition de Romances nueuamente sacados de historias antiguas de la crónica de España en 1551, Sepúlveda clarifie ses intentions : raconter une histoire de l'Espagne fondée sur des chroniques officielles à une audience populaire et en utilisant le style de la romance. Il espérait que ses vers supplanteraient les légendes traditionnelles qui, déclara-t-il, étaient « excessivement fallacieuses, et d'une bien faible valeur ». Sa source était le Crónica general, une compilation de chroniques médiévales initialement commandée par Alphonse X le Sage en 1264, et dont une nouvelle édition fut publiée en 1541 par Florián de Ocampo. Ironie du sort, bien que Sepúlveda l'ignorait, bon nombre des épisodes les plus dramatiques des chroniques, sources naturelles du livre du XVIe siècle, étaient elles-mêmes des adaptations en prose de romances populaires. Les Romances contiennent de nombreux récits relatifs à Alphonse X, au Cid et à d'autres figures historiques, mais aussi des histoires d'amour, des contes bibliques ou des allégories. Quelques-uns des thèmes qui ont influencé Sepúlveda furent les relations entre le roi et ses vassaux, de même que les interactions entre Chrétiens et Maures, ces dernières ayant été généralement dépeintes sous un angle positif du fait de l'augmentation croissante de l'intérêt occidental pour la littérature et la culture maure au XVIe siècle.
Ces romans ont été très populaires. L'œuvre a été re-imprimée plusieurs fois et des extraits de celle-ci figurent dans de nombreux recueils de romans courtois publiés par la suite.  Le poète français Théophile Gautier a imité un des romans de Sepúlveda dans son poème Le Cid et le juif (1843).